# Mariano Mercerón
Mariano Mercerón Masó (Santiago de Cuba, 19 de abril de 1907—Ciudad de México, 26 de diciembre de 1975) fue un compositor y saxofonista cubano. Realizó una labor importante como director de orquesta en Cuba y fue un difusor de la música popular cubana en México.

## Biografía
Poco se conoce de los primeros años de su vida, salvo que nació en la capital de la provincia de Santiago de Cuba, lugar donde vivió y se hizo músico.
A comienzos de los años treinta , fundó su primera orquesta de nombre "Mariano Mercerón and the Peeper Boys” que más tarde pasaría a llamarse “Mariano Mercerón y sus muchachos pimienta”. Esta agrupación, compuesta en su totalidad por músicos negros y mulatos, se ubicaba en la tesitura de las jazz band cubanas, mezcla de la sonoridad de las bandas americanas con instrumentos de percusión cubanos. Sin embargo, se diferenciaba de otras formaciones habaneras por su proximidad al son y por cierto toque de semejanza con el Meringue haitiano, sobre todo en el manejo de los saxofones.
El repertorio de su orquesta, formado casi por completo por sus composiciones, incluyó géneros diversos de la música cubana como afro, rumba, son y boleros. Por su agrupación desfilaron cantantes como el panameño Camilo Rodríguez, Benny Moré, Dominica Vergés, Roberto Duany, las «Hermanas Márquez» y el compositor Marcelino Guerra (Rapindey).
Entre 1945 y 1956, su trabajo lo obligó a constantes viajes entre Cuba y México hasta que se radicó definitivamente en este último país. En México, formó una nueva agrupación con la que trabajó hasta su deceso en 1975.